# Cervavitus
Il cervavito (gen. Cervavitus) è un mammifero artiodattilo estinto, appartenente ai cervidi. Visse tra il Miocene superiore e il Pleistocene inferiore (circa 9 - 1 milioni di anni fa) e i suoi resti fossili sono stati ritrovati in Europa e in Asia. 

## Descrizione
Questo animale doveva essere relativamente simile a un attuale sambar (Rusa unicolor), soprattutto per quanto riguarda la forma dei palchi, ma le dimensioni erano molto minori. Cervavitus era caratterizzato dalla presenza di palchi spinosi a forma di stretto ventaglio, che terminavano in due o tre punte. I peduncoli dei palchi si prolungavano in forti creste frontali. I molari erano brachidonti (a corona bassa) e, almeno nella specie più primitiva (Cervavitus novorossiae), era presente una caratteristica piega sui molari nota come "Palaeomeryx fold" tipica dei ruminanti primitivi. Le zampe di Cervavitus erano ancora dotate di ossa metacarpali laterali complete.

## Classificazione
I primi fossili di questo animale vennero ritrovati in Moldavia in terreni del Miocene superiore (Vallesiano); Khomenko li attribuì a tre diversi generi di cervidi (Cervavitus, Damacerus, Cervocerus), ma attualmente si ritiene che i vari resti rappresentassero tre gradi ontogenetici di una sola specie, nota come Cervavitus novorossiae. Altre specie sono state in seguito ritrovate in Francia (C. cauvieri), Bessarabia (C. variabilis), Asia Centrale (C. flerovi) e Cina (C. shanxius, C. huadeensis, C. ultimus, C. fenqii). La prima forma a comparire fu C. novorossiae all'inizio del Miocene superiore, che si sviluppò in Europa orientale fino a dare origine a C. variabilis (fine Miocene) sempre in Europa orientale, e a C. cauvieri in Europa occidentale (Pliocene inferiore). Nel frattempo, il genere si era diffuso anche in Asia, con C. shanxius e C. huadeensis della Cina (Miocene superiore). Le ultime forme note sono C. flerovi del Kazakhstan (Pliocene) e le cinesi C. ultimus e C. fenqii, sopravvissute fino al Pleistocene inferiore. 

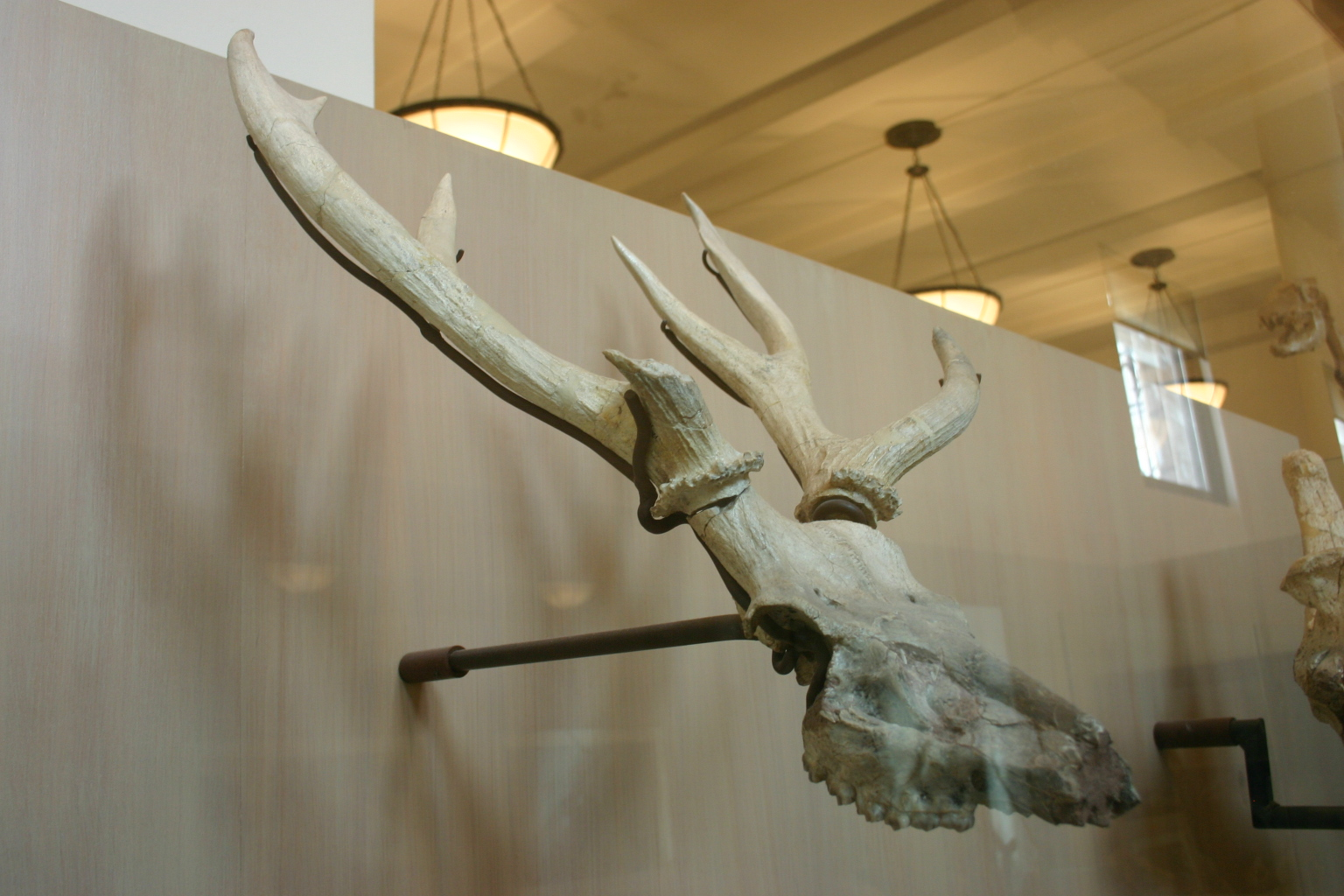
Cranio di Cervavitus (=Cervocerus) novorossiae

La posizione sistematica di Cervavitus è stata a lungo discussa; attualmente si ritiene che questo animale occupi una particolare posizione nell'albero genealogico della famiglia dei cervidi, a metà strada tra i primitivi muntiacini e i cervini; Cervavitus potrebbe essere vicino all'origine del genere Cervus e del genere Rusa, e in particolare le due specie cinesi più recenti (C. ultimus e C. fenqii) sono state in passato attribuite a questi ultimi generi; tuttavia, la presenza di una cresta anteriore lungo i palchi esclude queste specie dai generi attuali (Dong, 2011). Un genere assai simile a Cervavitus è Pliocervus.

## Paleoecologia
Cervavitus probabilmente si sviluppò in aree forestali dell'Europa orientale, e poi si diffuse durante il Miocene in Europa occidentale e in Asia, riuscendo a sfruttare le foreste umide dell'Eurasia nel Mio/Pliocene; tuttavia, l'aridità progressiva di gran parte dell'Asia e dell'Europa nel corso del Pliocene e nell'inizio del Pleistocene, come risultato di cambiamenti quali l'innalzamento della catena imalaiana, portò questi cervidi a rifugiarsi in Estremo Oriente, dove si evolsero o forse vennero sostituiti dai moderni generi di cervi Rusa e Axis (Dong, 2011).